# Christian David (Schriftsteller)
Christian David (* 1972 in Wien) ist ein österreichischer Schriftsteller.

## Leben
David studierte in Mailand und Wien. Er promovierte mit einer Arbeit über den deutschen Schauspieler Klaus Kinski. 2006 veröffentlichte er im Aufbau-Verlag eine Kinski-Biografie. 2013 erschien sein erster Roman Mädchenauge (Deuticke Verlag), der im selben Jahr für den Leo-Perutz-Preis nominiert wurde. 2015 folgte sein zweiter Roman Sonnenbraut, wieder bei Deuticke und ebenfalls nominiert für den Leo-Perutz-Preis. Im Mai 2016 erschien beim Carl Hanser Verlag der Essay Pop macht Angst zum Thema Popkultur. David ist außerdem für Film und Theater tätig, schreibt Filmkritiken und Katalogbeiträge (z. B. für das Festival Wien Modern).

## Werke
- Kinski. Die Biographie. Aufbau Verlag, 2006, ISBN 978-3-351-02634-9.
  - Als Taschenbuch: Kinski. Die Biographie. Aufbau Taschenbuch, 2008, ISBN 978-3-7466-2434-1.
- Mädchenauge. Deuticke Verlag, 2013, ISBN 978-3-552-06208-5.
  - Als Taschenbuch: Mädchenauge. Deutscher Taschenbuch Verlag, 2015, ISBN 978-3-423-21585-5.
- Sonnenbraut. Deuticke Verlag, 2015, ISBN 978-3-552-06279-5.
- Pop macht Angst. Über Popkultur. Hanser Verlag, 2016, ISBN 978-3-446-25352-0.